# 特里拉 (伊利諾伊州)
特里拉（英語：Trilla）是位於美國伊利諾伊州科爾斯縣的一個非建制地區。該地的面積和人口皆未知。

## 地理
特里拉的座標為39°22′30″N 88°21′01″W / 39.37500°N 88.35028°W，而該地的平均海拔高度為199米（即653英尺）。